# Natura 2000-område nr. 152 Vallø Dyrehave
Natura 2000-område nr. 152 Vallø Dyrehave   er et Natura 2000-område der består af habitatområde H198 og  har et areal på 62 hektar,  hvoraf  47 ha består af skov. Det ligger  lige nordvest for Vallø Slot, øst for Herfølge, ca. 6 km syd for Køge i Stevns Kommune.

## Områdebeskrivelse
18 hektar af området er beskyttet af naturbeskyttelseslovens § 3. Det drejer sig hovedsageligt  om lysåben natur som overdrev, enge og kær, men en del af det er elle- og askeskov. Der findes i skoven flere skovlysninger, hvoraf nogle  er botanisk artsrige, og har gode levesteder for dagsommerfugle.   I dyrehaven findes to større søer, der er dannet ved opstemning af et lille vandløb. 
Natura 2000-området ligger i Vandområdedistrikt II Sjælland  i vandplanopland 2.4 Køge Bugt.

## Fredninger
Natura 2000-området indgår i den 1385 hektar store  naturfredning omkring Vallø Slot, der sikrer at offentlighedens adgang til navnlig skovene, slotsparken og Dyrehaven opretholdes.

## Eksterne kilder og henvisninger
1. ↑  Vandplan 2.4 Køge Bugt Arkiveret 12. august 2018 hos  Wayback Machine på mst.dk
2. ↑  Om fredningen  på fredninger.dk

- Kort over området på miljoegis.mim.dk
- Naturplanen Arkiveret 28. januar 2018 hos  Wayback Machine
- Basisanalysen 2016-21 Arkiveret 28. januar 2018 hos  Wayback Machine